# Philipsburg (Sint Maarten)
Philipsburg és la capital i la ciutat més important de l'estat de Sint Maarten, situada en una llenca de terra entre Great Bay and the Great Salt Pond. És el centre comercial de la part neerlandesa de l'illa de Sant Martí. L'any 2006 tenia 1.338 habitants.
Quan Cristòfor Colom hi va arribar l'11 de novembre de 1493 va trobar-hi un assentament indígena, el poble arawak. Philipsburg va ser fundada el 1763 per John Philips, un capità escocès de la marina neerlandesa, i ben aviat va convertir-se en un port rellevant per al comerç internacional. Hi ha un parell de ciutadelles que testimonien la importància estratègica de Philipsburg: el Fort Amsterdam i el Fort Willem.
Front Street és el cor de la ciutat i el principal districte comercial de la vila. El port de Philipsburg és escala habitual d'un bon nombre de creuers.

## Aeroport Internacional Princesa Juliana

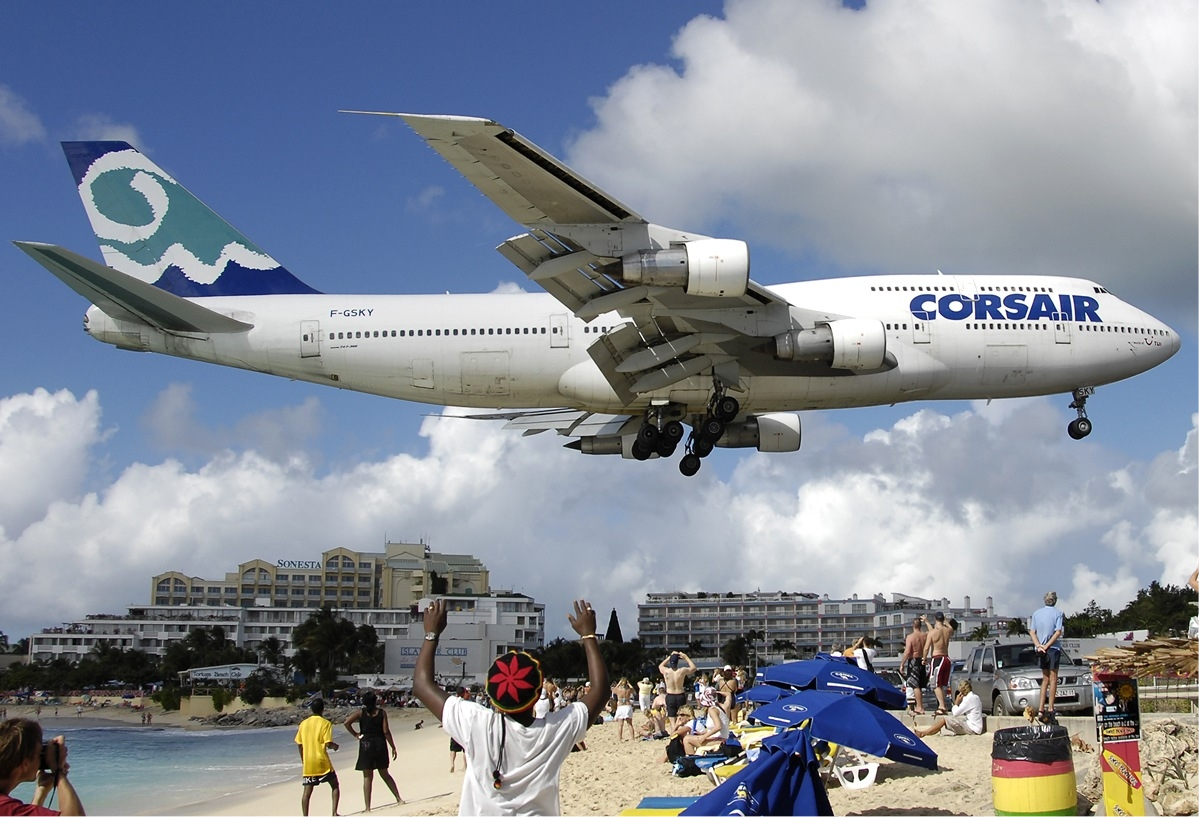
Boeing 747-300 a punt d'aterrar a Philipsburg

L'Aeroport Internacional Princesa Juliana (IATA: SXM, ICAO: TNCM), a l'oest de Philipsburg, és mundialment conegut per les fotografies de proximitat que es poden fer de l'aterratge d'avions i s'ha convertit en si mateix una atracció per a visitar Sint Maarten.
A causa de les dimensions reduïdes de la pista d'aterratge (2.180 metres), els avions que maniobren per a aterrar han de volar a una alçada inusualment baixa, sobrevolant només unes 10-20 metres la platja de Maho Beach.